# Bede Smith

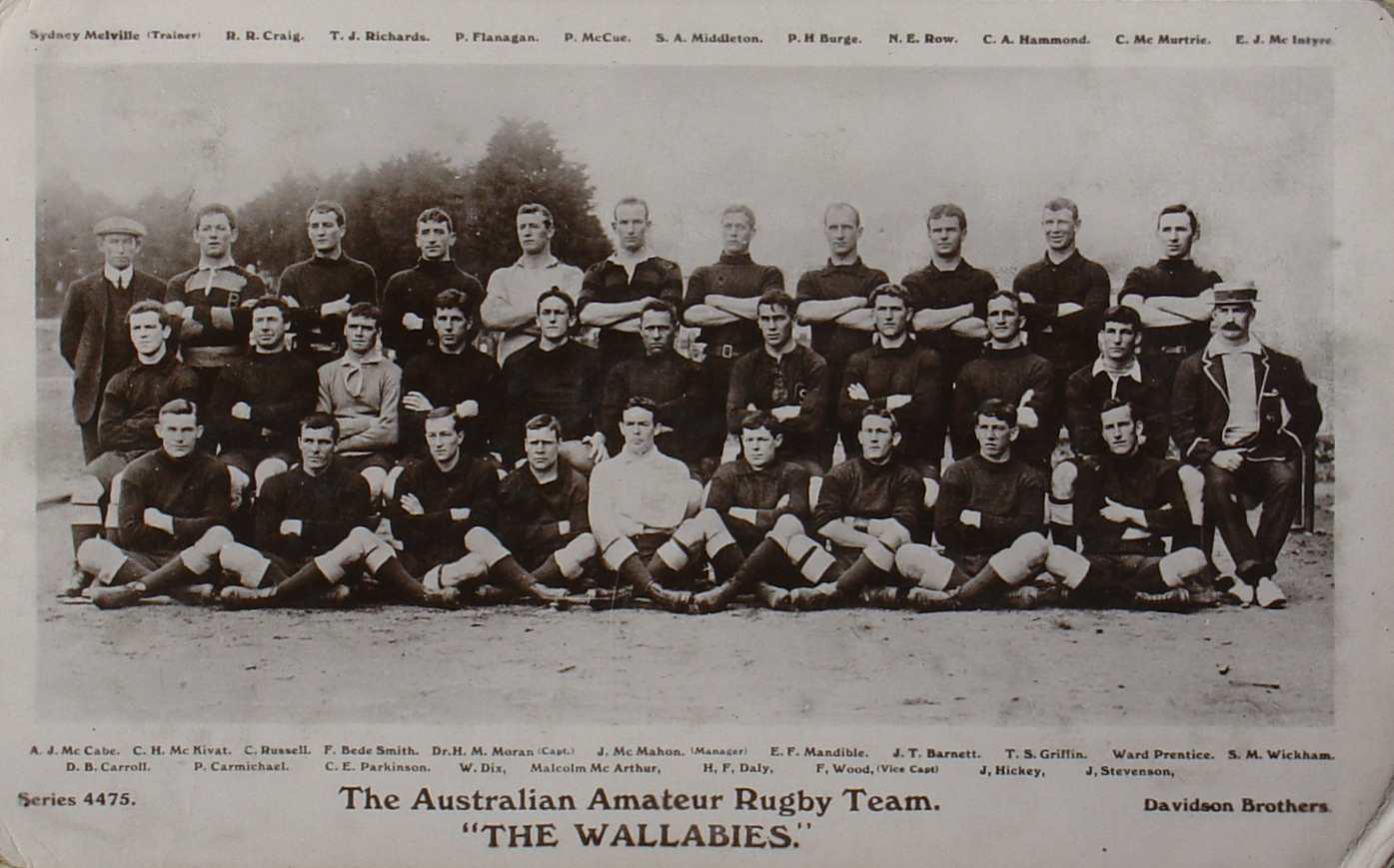
Wallabies z 1908 roku

Bede Smith, Frank Smith, właśc. Francis Bede Smith (ur. 28 lutego 1886 w Wellington, zm. 29 października 1954 tamże) – australijski rugbysta grający na pozycji środkowego ataku, olimpijczyk, zdobywca złotego medalu w turnieju rugby union na Letnich Igrzyskach Olimpijskich w 1908 roku w Londynie.

## Kariera sportowa
W trakcie kariery sportowej związany był z klubem Waratahs Club, a także został wybrany do stanowej drużyny Nowej Południowej Walii, w której rozegrał 21 spotkań. Trzykrotnie wystąpił z nią przeciw British and Irish Lions podczas ich dwóch tournée do Australii i Nowej Zelandii w latach 1904 i 1908.
W reprezentacji Australii zadebiutował w 1905 roku w meczu z All Blacks, przeciw którym zagrał również w trzech testmeczach w 1907.
W latach 1908–1909 wziął udział w pierwszym w historii tournée reprezentacji Australii do Europy i Ameryki Północnej. Zagrał w rozgrywanym wówczas turnieju rugby union na Letnich Igrzyskach Olimpijskich 1908. W odbywającym się 26 października 1908 roku na White City Stadium spotkaniu Australijczycy występujący w barwach Australazji pokonali Brytyjczyków 32–3. Jako że był to jedyny mecz rozegrany podczas tych zawodów, oznaczało to zdobycie złotego medalu przez zawodników z Australazji.
Łącznie w reprezentacji Australii w latach 1905–1907 rozegrał cztery spotkania nie zdobywając punktów.
Jego kuzynem był Lancelot Smith, z którym wspólnie występował w reprezentacji stanu i kraju.